# Dayu (socken i Kina, Shanxi)
Dayu (kinesiska: 大禹, 大禹乡) är en socken i Kina. Den ligger i provinsen Shanxi, i den norra delen av landet, omkring 140 kilometer väster om provinshuvudstaden Taiyuan. Antalet invånare är 36 409. Befolkningen består av 17 701 kvinnor och 18 708 män. Barn under 15 år utgör 20,0 %, vuxna 15-64 år 71 %, och äldre över 65 år 7,0 %.
Genomsnittlig årsnederbörd är 748 millimeter. Den regnigaste månaden är juli, med i genomsnitt 257 mm nederbörd, och den torraste är december, med 3 mm nederbörd.